# Шиизм в Саудовской Аравии
Шиизм в Саудовской Аравии является второй по численности последователей ветвью ислама. По различным оценкам, доля шиитов среди населения Саудовской Аравии оценивается от 10 % до 15 %. 
Проживают, в основном, в крупных центрах основного нефтеносного округа страны — Эш-Шаркия (Восточная провинция). Отторгнутые в XX веке от Йемена провинции: Джизан, Наджран и Асир на границе с Йеменом, населены, в основном, шиитами (провинция Наджран — в основном шиитами исмаилитского толка). 
Большинство шиитов Саудовской Аравии относятся к шиитам-двунадесятникам, среди них много выходцев из других стран: йеменцев, пакистанцев, индийцев, персов. 
Государственной религией в Саудовской Аравии является суннитское направление ислама в его ваххабитской трактовке, которое доминирует практически во всех сферах жизни страны, включая религиозные институты, суды и образование. В соответствии с ваххабитским учением, мусульмане должны ориентироваться на образ жизни и веру ранней мусульманской общины, признавать только Коран и Сунну. С точки зрения ваххабизма, шииты не являются истинными мусульманами, в связи с чем их права в Саудовской Аравии систематически нарушаются (стоит отметить, что не только ваххабиты, но и некоторые другие сунниты враждебны шиитам). 
Ситуацию усугубляют подозрения со стороны правительства Саудовской Аравии в том, что шиитский Иран, с которым Саудовская Аравия борется за неформальное лидерство в Исламском мире, поддерживает шиитов.

## История
Становление первого саудовского государства − Дирийского эмирата характеризуется конфликтами и столкновениями с шиитами. Одним из основателей Дирийского эмирата был основоположник ваххабизма − Мухаммад ибн Абд аль-Ваххаб. Он считал, что шииты ввели в ислам практику строительства мечетей на могилах. Он дал им унизительное прозвище «рафидиты», которое его последователи используют до сих пор.
В 1802 году, воспользовавшись слабостью Османской империи, дирийцы объявили шиитам джихад, вторглись в Ирак, взяли город Кербелу и разгромили шиитские святыни. Биограф Мухаммада ибн Абд аль-Ваххаба так описывает эти события:

Мусульмане [ваххабиты называли себя мусульманами, не считая мусульманами шиитов] перелезли через стены, вошли в город … и убили большинство его жителей на рынках и в их домах. [Они] разрушили купол над могилой Хусейн ибн Али [и взяли] все, что они нашли внутри купола и его окрестностях… решетки вокруг могилы, которые была инкрустированы изумрудами, рубинами и другими драгоценностями… различные виды имущества, оружия, одежды, ковров, золота, серебра, драгоценных экземпляров Корана.

Основную шиитскую область современной Саудовской Аравии − Эль-Хаса − саудиты взяли в 1913 году. Жесткое обращение с шиитами вынудили их лидеров дать обет прекратить соблюдение шиитских религиозных праздников, закрыть свои места поклонения и отменить паломничества к святым местам в Ираке. Ваххабитские улемы снесли несколько шиитских мечетей, а остальные мечети сделали суннитскими для обращения населения в салафизм. Однако по прошествии года, эмир Неджда Абдул-Азиз ибн Абдуррахман Аль Сауд разрешил шиитам выслать ваххабитских улемов и проводить закрытые шиитские религиозные церемонии.
При этом саудовские власти поддержали стремления ваххабитов ликвидировать «пережитки шиитской религиозности» в Медине и её окрестностей. В 1926 году все мавзолеи на кладбище Аль-Баки, включая мавзолеи второго, четвертого, пятого и шестого шиитских имамов были разрушены эмиром Ибн Саудом. В 1975 году была разгромлена могила шиитского имама Джафара ас-Садика, а в следующем году античная пальма, посаженная по легенде пророком Мухаммедом, и ставшая местом паломничества шиитов, была вырублена по приказу ваххабитских шейхов.
В 1979 году Иранская Исламская революция свергла иранского шаха и заменила прозападную монархию антизападной Исламской республикой. Иран соседствует с основными нефтяными районами Саудовской Аравии, которые традиционно населены шиитами. Идеологически Иран против монархии и любого союза с Западом, и был готов экспортировать свою революцию на соседние населенные шиитами районы Саудовской Аравии. В Саудовской Аравии начали распространять ориентированные на шиитов листовки, радиопередачи и кассеты из Ирана, обвиняющие короля Халида в коррупции и лицемерии. В ноябре того же года шииты впервые за много лет отмечают Ашуру. В феврале 1980 года состоялись демонстрации на годовщину аятоллы Хомейни в Иране. Правительство Саудовской Аравии начало проводить политику «кнута и пряника», с одной стороны арестовывая активистов, с другой стороны строя школы, больницы и объекты инфраструктуры в регионах традиционного проживания шиитов.
В 1987 году, после смерти более 300 иранских паломников во время хаджа, Хомейни осудил саудитов как «убийц» и призвал всех шиитов восстать и свергнуть их. После подрыва нескольких нефтепроводов в 1988 году, саудовское правительство обвинило шиитов в саботаже и начало ограничивать их свободы и экономически притеснять. 
Ваххабитским улемам дали добро на применение насилия к шиитам. Ведущий саудовский богослов Ибн Баз издал фетву, которая приравнивала шиитов к вероотступникам.
После окончания Войны в Персидском заливе, ослабления смертельного иранского врага Саддама Хусейна и поддержки Саудовской Аравии со стороны США, отношения между Ираном и Саудовской Аравией потеплели. В 1993 году правительство Саудовской Аравии объявило всеобщую амнистию, в результате которой многие шиитские лидеры были освобождены из тюрем и вернулись из эмиграции. Многим шиитам была предоставлена работа в государственном и частном секторах. Антишиитский имам Мечети Пророка в Медине даже был уволен после антишиитской пятничной проповеди в присутствии аятоллы Али Акбара Хашеми Рафсанджани.

## Современность
В 2003 году политика вновь изменилась и были инициированы «Национальные диалоги» с привлечением шиитов (наравне с суфиями, либеральными реформаторами и женщинами), что вызвало сильное неодобрение ваххабитских радикалов.
В 2003 году, «450 шиитских академиков, бизнесменов, писателей и женщин» представили петицию наследному принцу Абдалле, требующую бо́льших прав шиитам, включая право на собственные шиитские суды, так как суннитские суды не признавали показания шиитов.
В 1993 году три шиита были включены в состав Меджлис аш-Шура;
в 2005 году в Саудовской Аравии были приняты меры по улучшению положения шиитов: сняты многие ограничения для проведения церемоний в шиитские памятные даты (например, на Ашуру), на муниципальных выборах были избраны депутатами несколько шиитов (в Аль-Катыфе они получили все 6 депутатских мест, а в Аль-Ахсаа 5 мандатов из 6).
В 2006 году воинственные ваххабитские активисты выпустили петицию, призывающую к активизации насилия против шиитов. В то же время официальные религиозные учреждения, призывают шиитов отказаться от своих «ошибочных» убеждений добровольно и «вернуться на истинный путь» ислама и не быть убитыми, изгнанными или обращёнными с помощью насилия.
В марте и ноябре 2011 года шииты Саудовской Аравии провели митинги, жестоко разогнанные властями. На следующий год в Саудовской Аравии был задержан шиитский проповедник Нимр ан-Нимр. В январе 2016 года он был казнён, что вызвало новое обострение ирано-саудовских отношений.